# Elena Sorolla
Elena Sorolla García, aunque firmaba como Helena (Valencia, 12 de julio de 1895- Madrid, 1975) fue una escultora y pintora española de inicios del siglo xx. Dedicó su juventud a la escultura, teniendo una breve carrera que abandonó para dedicarse a su familia. La mayor parte de sus obras forman parte de colecciones particulares, a excepción de algunas que pertenecen al Museo Sorolla. 

## Biografía
Fue la hija menor de Joaquín Sorolla y Bastida y Clotilde García del Castillo. Estudió en la Institución Libre de Enseñanza. Desde muy temprana edad empezó a interesarse por la escultura, frente a sus hermanos mayores María y Joaquín, que cultivaron la pintura. Entre sus maestros se encuentran José Capuz y Mariano Benlliure, escultores que pertenecían al círculo cercano de su padre. Del mismo modo, asistió al estudio donde trabajaban los alumnos de su padre. La mayor parte de su obra la produjo entre 1916 y 1926. Participó en varias exposiciones y certámenes en España, como la Exposición de Arte Joven Valenciano en 1917, una exposición en el Musée de l'Hotel de la Ville de Burdeos en 1919 y la Exposición de Arte de 1922 celebrada en el Palacio de Bellas Artes-Parque de la Ciudadela de Barcelona, organizada por la Junta Municipal de Exposiciones. En 1926 realizó junto a su hermana María Sorolla la única exposición personal conjunta en el Lyceum Club Femenino de Madrid, que entre 1926 y 1936 sirvió como centro asociativo de las mujeres cultas de la ciudad. En 1922 contrajo matrimonio con el ingeniero de caminos Victoriano Lorente, con el que tendría siete hijos (José María, Elena, Alberto, Victoriano, Manolo, Joaquín y Mercedes). Dejó a un lado su producción artística debido a su dedicación a la familia y a los cambios de residencia, aunque sí que realizó algunos retratos a sus hijos, y un busto de cada uno de ellos.
Sus temáticas favoritas fueron el retrato y el cuerpo femenino, trabajando con mármol, bronce y madera. Su obra destaca por su gran calidad técnica, con una gran fidelidad de los rasgos personales.

## Elena en la obra de Joaquín Sorolla y otros artistas
Joaquín Sorolla la pintó en varias de sus obras, como Elena con túnica amarilla o Elena en la playa, ambos de 1909, o en 1904 junto a su hermana María en María y Elena en la playa. La primera vez que su padre la retrataba en un cuadro fue en la obra Madre, de 1900, en la que su cabeza sobresale de las sábanas junto a su madre Clotilde.
También José Capuz realizó un retrato escultórico de Elena en 1921, poco antes de casarse, que se expone en el Museo Sorolla.

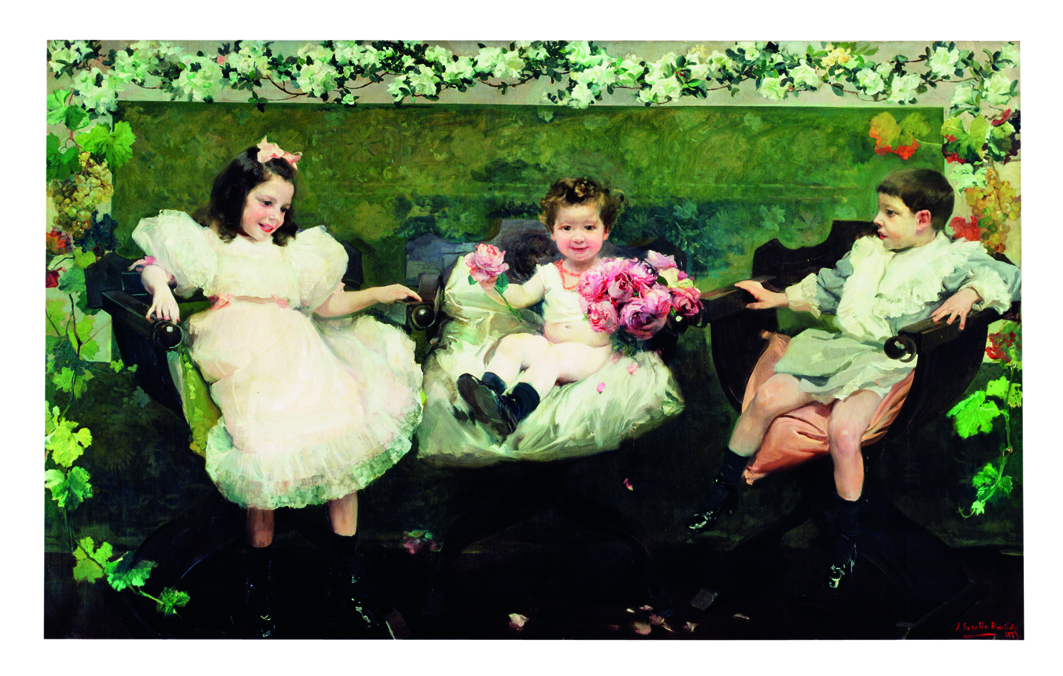
Mis chicos de Joaquín Sorolla (1897)
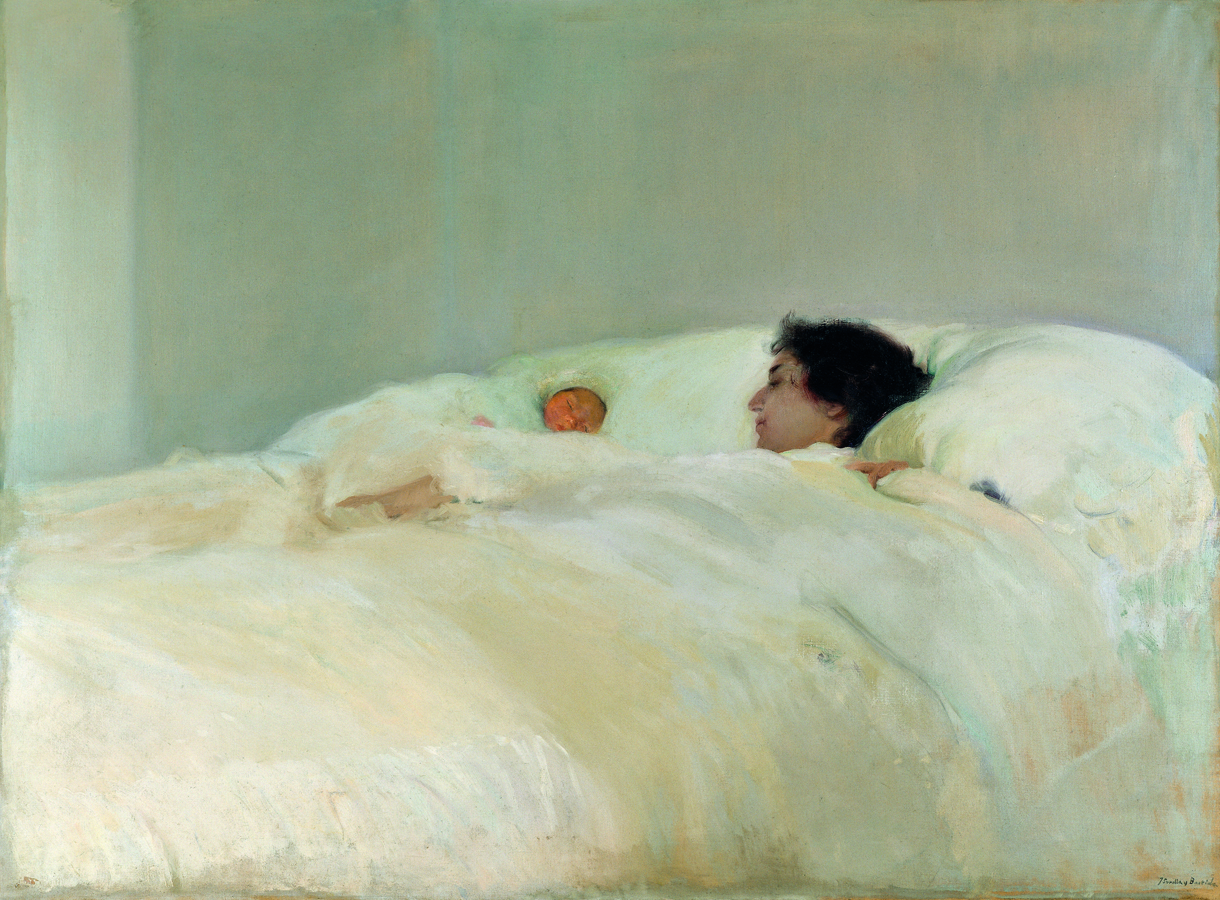
Madre de Joaquín Sorolla (1900)
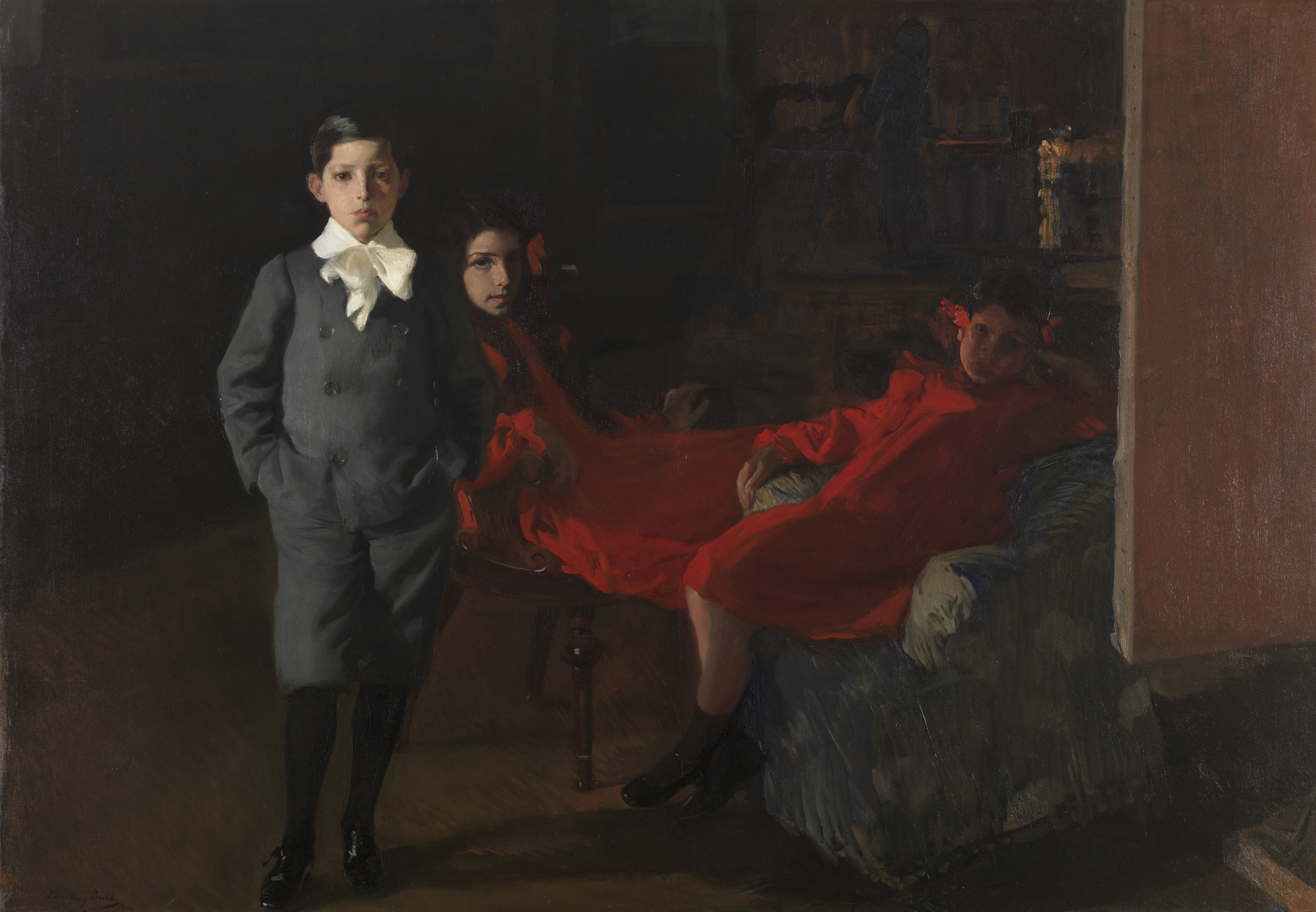
Mis hijos de Joaquín Sorolla (1904)
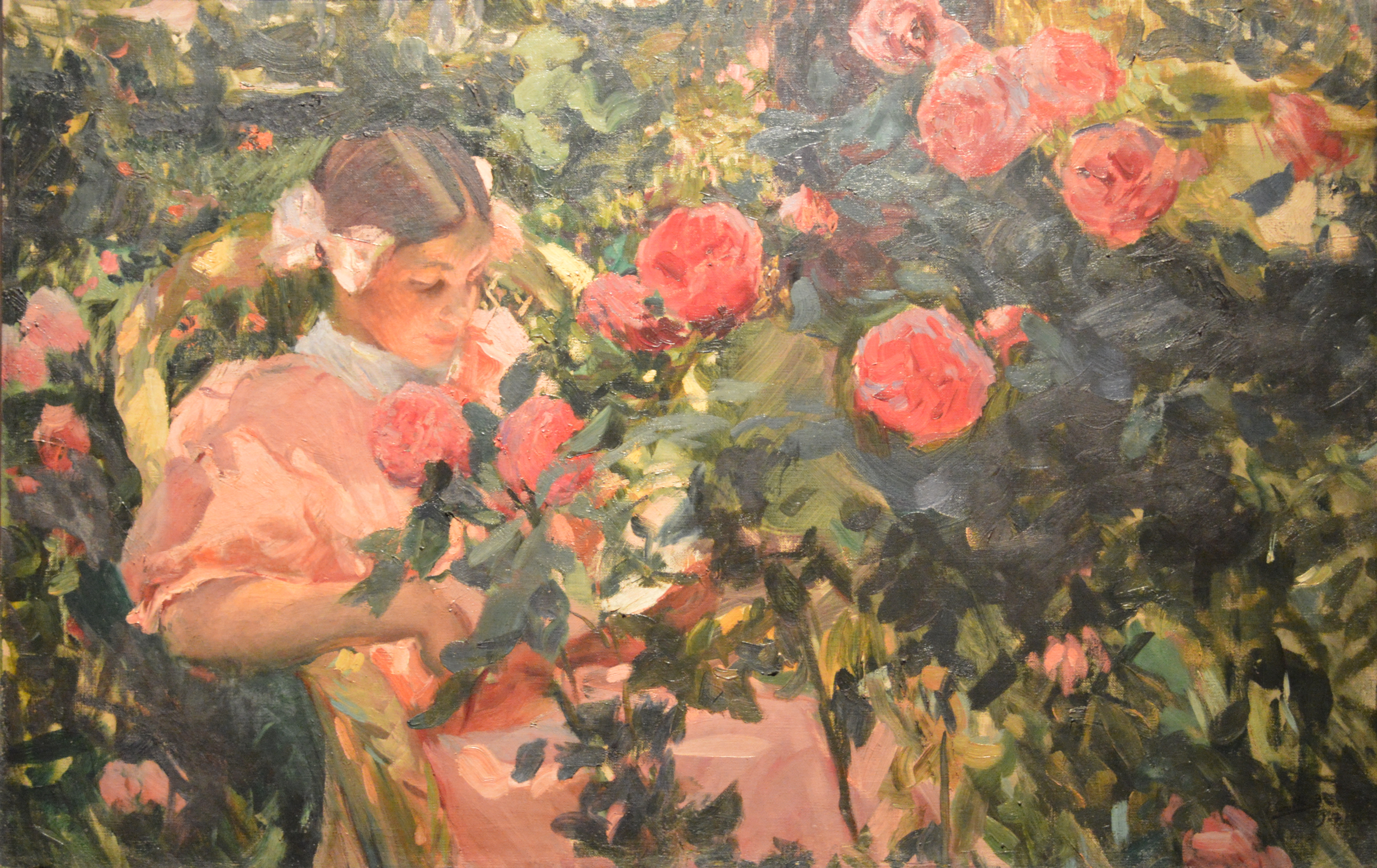
Elena entre rosas de Joaquín Sorolla (1907)
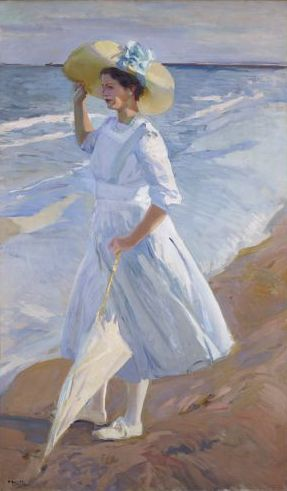
Elena en la playa de Joaquín Sorolla (1909)
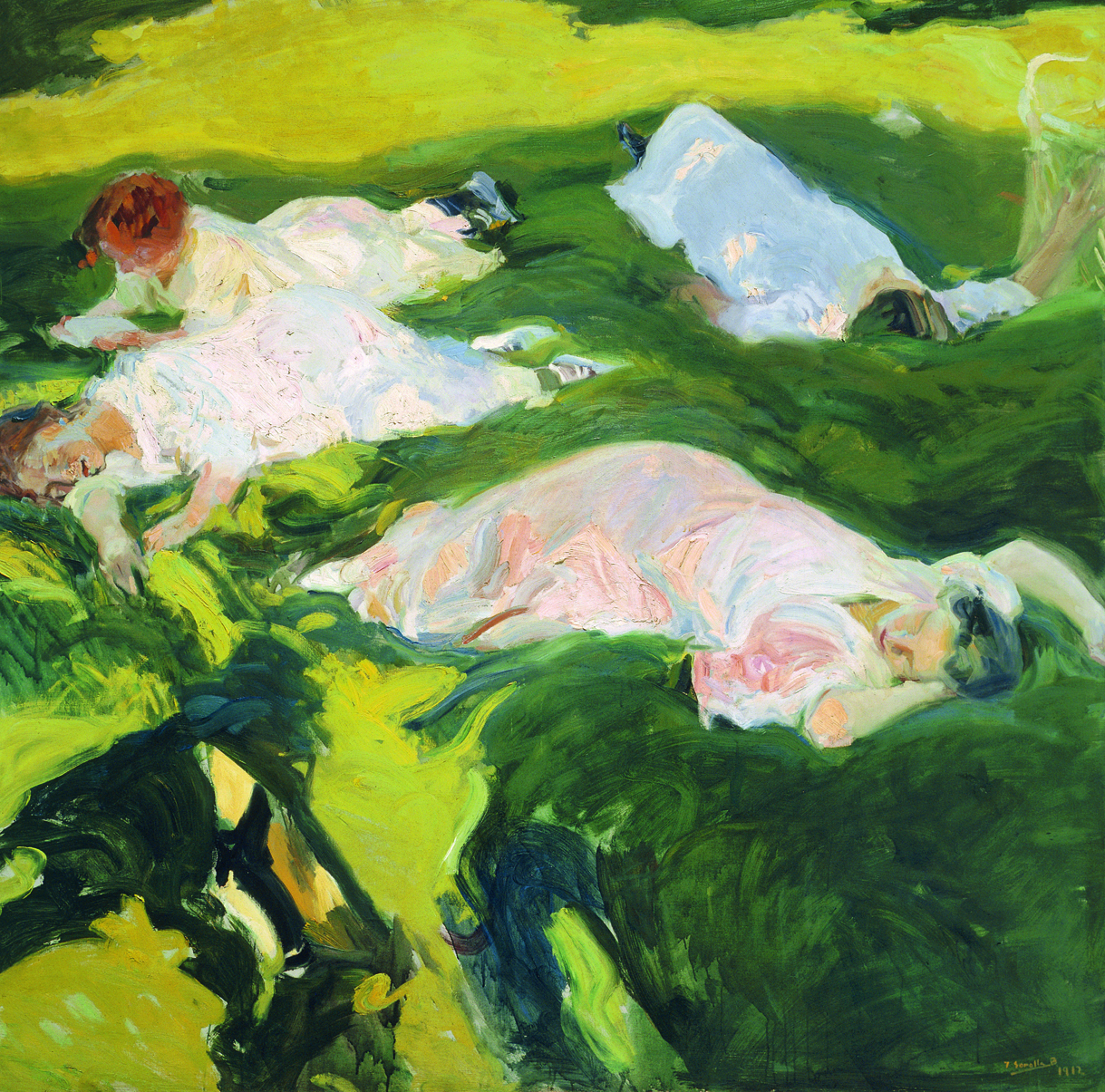
La siesta de Joaquín Sorolla (1911)

## Legado
En su casa familiar quedaron expuestas muchas de sus obras. Su herederos donaron trece piezas a la Fundación Sorolla y han renovado su depósito en el Museo Sorolla. En 2014, el Consorcio de Museos, a través de la Institución Joaquín Sorolla de Investigación y Estudios, realizó la primera exposición monográfica sobre ella, titulada Helena Sorolla Escultora 1895-1975, en el Centre del Carme de Valencia. En 2015 el Museo Sorolla organizó una exposición y talleres infantiles sobre ella con motivo del Día de la Mujer, en la que se mostraron 13 obras de la escultora y un retrato.

## Obras
- Desnudo femenino (ca. 1915-1926)
- Muchacha sentada (ca. 1915-1929)
- Busto de mujer (1921)
- Sevillana bailando (1915)
- Gitana (ca. 1915-1922)
- Francisco Pons-Sorolla niño (ca.1920)
- Desnudo femenino recostado (1919)
- Coqueta (ca. 1915-1919)
- Desnudo de mujer (ca. 1915- 1921)
- Saeta (ca. 1919)